# Reynel
Reynel település Franciaországban, Haute-Marne megyében. Lakosainak száma 129 fő (2022. január 1.). Reynel Roches-Bettaincourt, Busson, Humberville, Leurville, Manois, Montot-sur-Rognon, Orquevaux, Rimaucourt és Vignes-la-Côte községekkel határos.

## Népesség
A település népessége az elmúlt években az alábbi módon változott:
| Lakosok száma | 275  | 486  | 165  | 134  | 120  | 119  | 119  | 126  | 129  | 129  |
|               | 1968 | 1982 | 1990 | 2006 | 2013 | 2015 | 2017 | 2019 | 2020 | 2022 |